# Måsøy
Måsøy (Samisch: Muosát) is een eiland en een gemeente in de Noorse provincie Finnmark. De gemeente telde 1204 inwoners in januari 2017.

## Geografie
De gemeente omvat een aantal eilanden en een aantal dorpen op het vasteland:
- Havøysund
- Hjelmsøya
- Ingøya
- Kokelv
- Måsøy
- Snefjord
- Reinøya
- Rolvsøya.

Alta · Båtsfjord · Berlevåg · Gamvik · Hammerfest · Hasvik · Karasjok · Kautokeino · Lebesby · Loppa · Måsøy · Nesseby · Nordkapp · Porsanger · Sør-Varanger · Tana · Vadsø · Vardø